# Grand Orient des États-Unis d'Amérique
 (mai 2023).
Le Grand Orient des États-Unis d'Amérique (Grand Orient of the United States of America) est une obédience maçonnique américaine appartenant au courant de la franc-maçonnerie « libérale ».

## Origines

### Origines revendiquées
Le Grand Orient des États-Unis se considère comme le continuateur, aux États-Unis de la tradition maçonnique incarnée par les frères Benjamin Franklin et La Fayette. Selon lui, cette tradition, issue de la première Grande Loge de Londres fondée en 1717 passe particulièrement par le Grand Orient de France.[réf. nécessaire]

### Origines modernes
En 2005, quelques loges quittèrent les grandes loges « régulières » auxquelles elles étaient affiliées et se regroupèrent en une « Grande Loge unie d'Amérique ». Leur ambition était de reconstituer, aux États-Unis, une franc-maçonnerie d'esprit « moderne » reposant sur les principes des Lumières et l'idéal de fraternité universelle, comme cela se pratique en Europe continentale.
En 2007, le mouvement fut renforcé par l'arrivée de nouvelles loges quittant l'orbite « régulière ». Pour bien marquer sa proximité avec les maçonneries française et européenne, la GLUA se transforma alors en Grand Orient des États-Unis.